# 無壬
無壬（むじん、生没年不詳）は、呉越春秋に記録された越の第11代君主。
呉越春秋の越王無余外伝では、会稽にある禹の墓の祭祀のために、少康がその庶子の無余をこの地に封じたことを越の君主の始まりとする。
越王無余外伝が伝えるところでは、無余は質朴であり民と住居を共にしており、その後十余世を経ると、越の君主は平民となって、祭祀も絶えてしまった。さらに十余年の後、無余の末裔と称する人物が現れ、祭祀を復して民の福を天に請うた。民はこれを喜び、この人物を越の君主とした。この人物の号が無壬であったという。
呉越春秋の中では無壬の名は越王無余外伝と勾践伐呉外伝に見えるが、どちらにも何代目の君主であるかは明確な記述が無い。
| 先代 不明 | 越 11代 | 次代 無瞫 |

## 参照資料
- 趙曄 著、佐藤武敏 訳『呉越春秋―呉越興亡の歴史物語』平凡社東洋文庫、2016年。ISBN 9784582808735。 pp.179-180, p.310.
- 『呉越春秋・越王無余外伝』   (中国語) 呉越春秋_(四庫全書本)/卷4#越王無餘外傳第六, ウィキソースより閲覧。
- 『呉越春秋・勾践伐呉外伝』   (中国語) 呉越春秋_(四庫全書本)/卷6#勾踐伐吳外傳第十, ウィキソースより閲覧。